# كورتني إم وليامز
كورتني إم وليامز (بالإنجليزية: Courtney M. Williams) مواليد 27 أغسطس 1994 في فولكستون، هي لاعبة كرة سلة أمريكية. بدأت مسيرتها الاحترافية في سنة 2016. تم اختيارها من قبل فريق فينيكس ميركوري خلال الدرافت. تلعب مع كونيتيكت صن في دوري الاتحاد الوطني لكرة السلة النسائية كلاعب هجوم خلفي. وتحمل الرقم 10. يبلغ طولها 5 قدم 8 بوصة (1.7 م).

## روابط خارجية
- كورتني إم وليامز على موقع الاتحاد الوطني لكرة السلة النسائية (الإنجليزية)
- كورتني إم وليامز على موقع كرة السلة الأوروبية.كوم (الإنجليزية)
- كورتني إم وليامز على موقع كلية كرة السلة في سبورتس رفرنس.كوم (الإنجليزية)
- كورتني إم وليامز على موقع بروبوليرز (الإنجليزية)
- كورتني إم وليامز على موقع سبورتس رفرنس (الإنجليزية)